# Ultra Electronics
Ultra Electronics — российская компания, владевшая сетью компьютерных розничных магазинов, существовавшая в 2001—2008 годах. Занималась также оптовыми продажами компьютерного оборудования, бытовой техники и цифровой электроники. Учредительное наименование — «Ультра Электроник АГ Рус».

## Собственники и руководство
Владельцы — топ-менеджеры компании (Юлия Ротанова, Андрей Иванов, Ольга Кутузова и Алексей Галущенко).

## Деятельность
Оборот в 2006 году составил $800 млн (в 2005 году — $650 млн). Компания имела собственный интернет-магазин.

## Проблемы и прекращение деятельности
В середине 2007 года московские магазины компании были закрыты примерно на месяц. Компанию подозревали в продаже незаконным образом конфискованного оборудования по схеме товарного рейдерства..
К середине 2008 года компания полностью прекратила свою деятельность. Персонал был распущен, здание главного розничного магазина в Москве (улица Коломенская) продано, прекращена аренда другого розничного магазина на Юрловском проезде, основной оптовый склад в городе Дзержинском также был продан. В Санкт-Петербурге и Москве некоторые помещения отошли компании «Санрайз», а Санкт-Петербургский бизнес был куплен компанией «Комбриг», которая воспользовалась готовым брендом «Юлмарт».

## Наследие
В ноябре 2008 года бывшими менеджерами компании (Евгений Петренко, Константин Васнин, Роман Гурский) был открыт магазин «Джаст», работающий по той же схеме и на той же технологической базе, что и «Ultra Electronics».
В 1 ноября 2008 года в Москве открылся магазин «Юлмарт»; в начале 2009 года в ограниченном объёме он взял на себя гарантийные обязательства компании «Ультра Электроникс».